# 郭時敍
郭時叙（1483年—？年），字虞揆，山東濟南府濟陽縣人，軍籍。

## 生平
治《易經》，行一，正德十一年（1516年）山東鄉試第九名舉人，年四十一歲中式嘉靖二年（1523年）癸未科會試第二百十名，第三甲第九十名進士。授卢氏县知县，三年六月以平定河南流贼阎价等，捕获功多受赏。後历任湖广安陆州知州、大同府通判、襄阳府同知，十七年二月升山西按察司佥事，二十年三月升右参议。

## 家族
曾祖郭儉。祖父郭泰。父郭鏞。母黄氏。慈侍下。弟郭時秩。